# Pristimantis pinguis
Pristimantis pinguis es una especie de anfibio anuro de la familia Craugastoridae.

## Distribución
Esta especie es endémica de la provincia de Celendín en la región de Cajamarca en Perú. Habita entre los 3 000 y 3 916 m de altitud en la vertiente occidental de la Cordillera Occidental.

## Descripción
Las hembras miden de 28.4 a 29.8 mm.

## Publicación original
- Duellman & Pramuk, 1999 : Frogs of the genus Eleutherodactylus (Anura: Leptodactylidae) in the Andes of northern Peru. Scientific Papers Natural History Museum the University of Kansas, n.º 13, p. 1-78[5]